# Naratriptan
Il  naratriptan  è un agonista della 5-idrossitriptamina, un principio attivo di indicazione specifica contro le sindromi cefaliche, non è commerciato in Italia.

## Indicazioni
Viene utilizzato come terapia contro attacchi in forma acuta dovuti alle emicranie.

## Controindicazioni
Sconsigliato in caso di malattia cardiaca pregressa e insufficienza renale.

## Dosaggi
- 2,5 mg iniziali, se il dolore ritorna somministrare altra dose dopo 4 ore (dose massima 5 mg in 24 ore)

## Effetti indesiderati
Fra gli effetti collaterali più frequenti si riscontrano vomito, vertigini, tachicardia, nausea.